# 英格博格·拉波波特
英格博格·拉波波特（德語：Ingeborg Rapoport；1912年9月2日—2017年3月23日）是德国的一位新生儿学家。在1938年，由于1935年纽伦堡种族法，她被纳粹拒绝授予博士学位，但于2015年以102岁的高龄成为最年长的博士学位获得者。

## 生平
拉波波特于1912年9月出生于当时还是德国殖民地的喀麦隆克里比，出生名为英格博格·西尔姆。出生后不久，她全家搬到了德国汉堡，在那里她与她的新教父亲和犹太母亲生活。她从小就是一个新教徒。
1938年时，拉波波特是纳粹德国汉堡大学的博士生。她受阿尔伯特·史怀哲研究成果的启发，学习医学。她写了一篇关于白喉的博士论文，并于1938年提交。而纳粹认为她是“犹太杂种”，她不能参加论文答辩，被拒绝授予博士学位。她的论文导师鲁道夫·德格维兹是纳粹党员，然而，他因反对儿童安乐死而遭到院长监禁，后者是一名狂热的纳粹分子。
拉波波特于1938年移民到美国。她曾在在布鲁克林区、巴尔的摩和阿克伦的医学院实习。她在费城的宾夕法尼亚女子医学院（后并入卓克索大学）完成了她的研究生学习，并获得了医学博士学位。
拉波波特曾在俄亥俄州辛辛那提做过新生儿医生。她后来成为儿科部门的负责人。她是欧洲获得新生儿医学教授职位的第一人。
1950年，拉波波特和她的丈夫被众议院非美活动调查委员会发现在辛辛那提的贫民窟发放美国共产党中央机关报《工人日报》，他们的秘密共产党人身份暴露，随后他们搬回欧洲。他们首先到了维也纳，之后到达东德。
后来，拉波波特在柏林的查理特医院设立了德国第一所新生儿诊所。
拉波波特于1997年出版了一本回忆录。
在她提交博士论文七十七年后的2015年5月，她终于获准与德国汉堡大学教师委员会答辩，并获得了博士学位。她是最年长的博士学位获得者。

## 个人
她嫁给了在辛辛那提认识的塞缪尔·米蒂亚·拉波波特。他们有四个孩子。一个儿子，汤姆·拉波波特，是哈佛医学院教授。另一个儿子，迈克尔·拉波波特，是一名数学家。她的丈夫于2004年去世，从此之后她住在德国柏林。